# 卓越世纪中心
卓越世纪中心，是四栋楼宇群位于中华人民共和国广东省深圳市福田区CBD內的超高层摩天大楼，鄰近平安金融中心及大百汇广场。卓越世纪中心由四门四塔组成，是一种现代设计，灵感来自中国文明中最吉祥的数字，数字8，象征着繁荣和吉祥，该工程於2010年完工。
该项目由LEO A DALY事务所及Larry Oltmans联合设计，最高的两座塔楼的高度分别为60和57层，采用玻璃幕墙、倒角和从典型楼板延伸和后退的大型菱形立面。塔楼由办公室、酒店和服务式公寓空间组成，设有顶楼餐厅。该项目的裙楼固定着四座塔楼，被玻璃包围，设有零售、餐厅和娱乐区。